# أوول رومر
اولي رومر (25 سبتمبر، 1644 - 19 سبتمبر، 1710) (بالإنجليزية: Ole Christensen Rømer)‏ فلكي دنماركي، تمكن من حساب أول قيمة لسرعة الضوء؛ وذلك من خلال ملاحظة خسوف القمر أيو التابع لكوكب المشتري.

## السيرة الذاتية

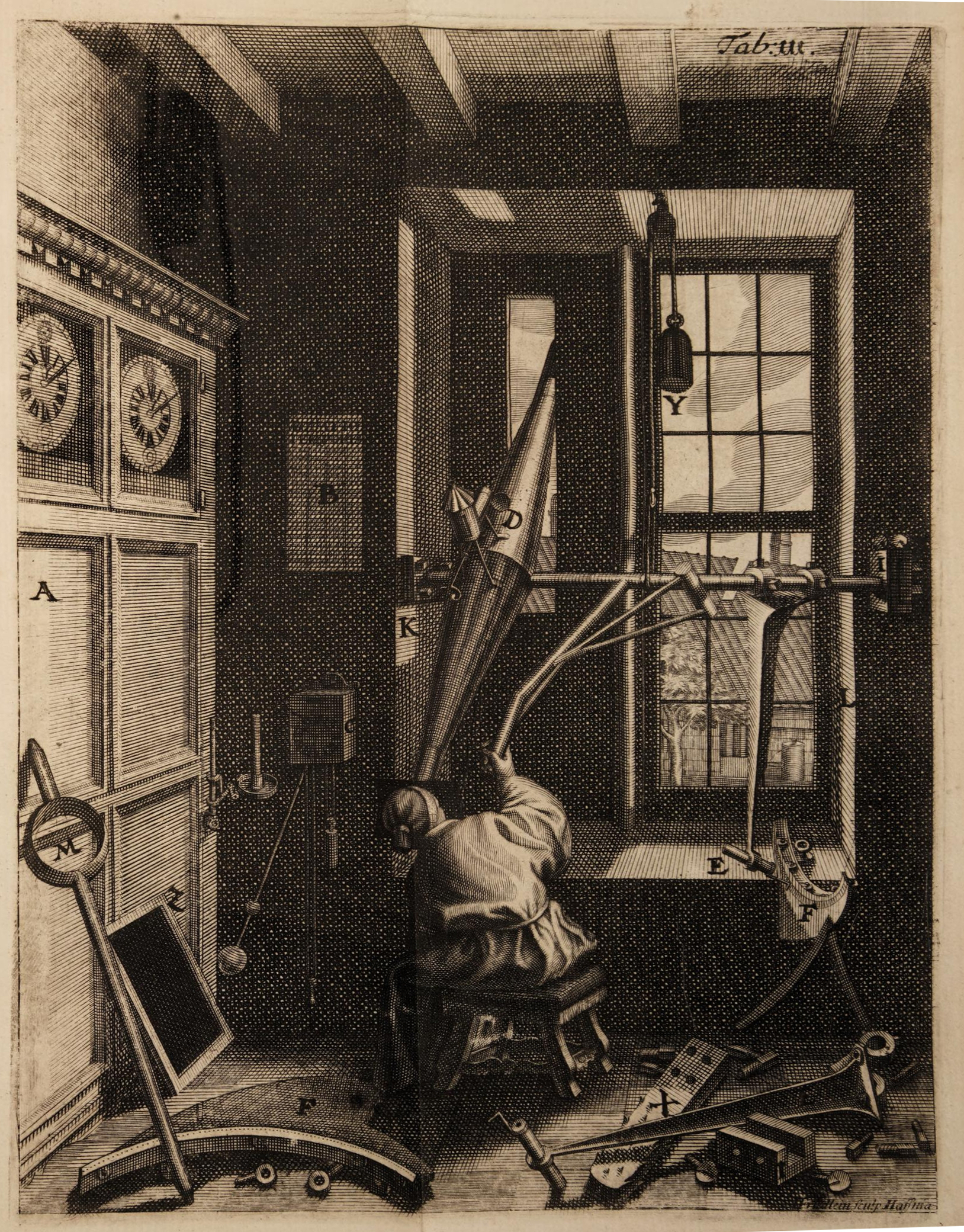
أوول رومر أثناء عمله

لقد أثبتت النظريتان الجسيمية والموجية في الضوء أنهما جديرتان بإثارة اهتمام أوول رومر وهو ابن ملاح دنماركي، فقرر دراسة الفلك في جامعة كوبنهاغن وبعد ذلك قضى معظم وقته يرصد أقمار المشتري، ثم وجد أنه بالإمكان من الناحية النظرية التنبؤ بدقة باللحظة التي يخسف فيها المشتري هذه الأقمار.
توفي أوول رومر عام 1710 عن عمر يناهز 65 عاما.

## رومر وسرعة الضوء

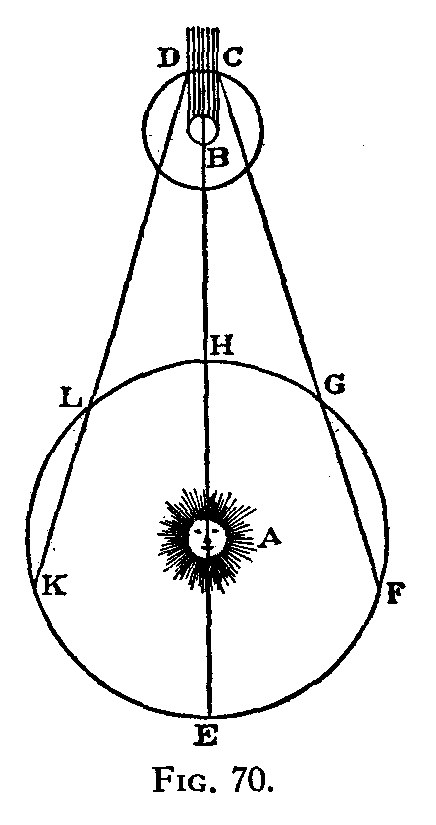
شكل توضيحي من عام 1676 رسمه أوول رومر في مقال يشرح فيه كيفيه قياس سرعة الضوء

كان أعظم إسهام قدّمه رومر للفيزياء هو طريقته الفذة في قياس سرعة الضوء، إذ قاس المدة الفاصلة بين خسوفين متتاليين لأحد أقمار المشترى . فقديما تصور الفلكي الإيطالي الشهير غاليلو أن الضوء يجري بسرعة لا نهائية وينتقل آنيا من المنبع إلى الراصد، ولكنه رفض فيما بعد هذة الفكرة الخاطئة واقترح تجربة بدائية غير دقيقة لقياس سرعة الضوء، ولكن محاولته هذة أخفقت . أما نيوتن والهولندي كريستيان هويغنز فقد كانا يعرفان أن الضوء يسير بسرعة محدودة، ولكنهما لم يقدما طريقة لقياسها، لأن الأدوات اللازمة لقياسها بدقة لم تكن قد ابتكرت بعد، ولم تصبح هذة الأدوات صالحة إلا في القرن التاسع عشر عندما استخدم الفيزيائي الفرنسي هيبوليت فيزو في عام 1849 ميقاتيات دقيقة ودولابا مسننا كان يدور بسرعة كبيرة جدا، وأمكنه ذلك من قياس سرعة الضوء في الماء، وبين أنها قطعا أصغر من سرعة الضوء في الهواء، فكانت هذه التجربة هي التجرة الحاسمة التي أدت إلى رفض نظرية نيوتن الجسيمية والتسليم بنظرية هويغنز الموجية.
توصل رومر إلى طريقته في قياس سرعة الضوء عام 1675، عندما لاحظ أن المدة الفاصلة بين خسوفين متتالين لأي قمر من أقمار المشترى المرئية، تتغير بتغير بعد الأرض عن المشترى أثناء دورانهما حول الشمس، وأن هذه المدة تكون عظمى عندما تكون الأرض أبعد ما يمكن عن المشتري وتكون صغرى عندما تكون الأرض أقرب ما يمكن من المشتري، وحين تكون الأرض في الوسط بين هذين الموضعين، تكون المدة الفاصلة (الحقيقية) مساوية نصف مجموع المدتين السابقتين.
وأرجع رومر السبب في ذلك بأن إفترض أن سرعة الأرض عند ابتعادها عن المشترى هي v وأن المدة الحقيقية بين خسوفين متتاليين هي t . ففي أثناء هذة المدة تبتعد الأرض عن المشترى مسافة vt والضوء الآتي إليها والذي ينبئ الراصد بأن خسوفا آخر قد بدأ يجب أن يجتاز هذة المسافة الإضافية بسرعته الحقيقية، أي سرعته في الفراغ وهي C ، وهنا نحتاج إلى زمن إضافي مقداره vt/c هذا الزمن يجب أن يضاف إلى الزمن الأصلي t لكي نحصل على المدة الفاصلة بالمشاهدة بين خسوفيين متتاليين حين تبتعد الأرض عن المشتري . فإذا حدث n خسوفا في أثناء مدة تباعد الأرض عن المشتري ( أي من لحظة أقرب وضع لها من المشتري إلى لحظة أبعد وضع للأرض من المشتري) يكون التأخر الكلي من أجل هذة الخسوفات هو nvt/c .
وقد قام رومر في عام 1676 برصد وتسجيل خسوف أقمار المشترى في الجدول التالي :
| الشهر      | اليوم      | الوقت      | Tide | المدار | متوسط عدد الساعات |
| ---------- | ---------- | ---------- | ---- | ------ | ----------------- |
| يونيو      | 13         | 2:49:42    | C    |        |                   |
| 2,750,789s | 2,750,789s | 2,750,789s |      | 18     | 42.45             |
| مايو       | 13         | 22:56:11   | C    |        |                   |
| 4,747,719s | 4,747,719s | 4,747,719s |      | 31     | 42.54             |
| أغسطس      | 7          | 21:44:50   | D    |        |                   |
| 612,065s   | 612,065s   | 612,065s   |      | 4      | 42.50             |
| أغسطس      | 14         | 23:45:55   | D    |        |                   |
| 764,718s   | 764,718s   | 764,718s   |      | 5      | 42.48             |
| أغسطس      | 23         | 20:11:13   | D    |        |                   |
| 6,906,272s | 6,906,272s | 6,906,272s |      | 45     | 42.63             |
| نوفمبر     | 9          | 17:35:45   | D    |        |                   |

وإفترض أن :

L هي الأرض، وتوجد في الربع الثاني مع المشتري .

وبعد العديد من الدورات، أي بعد 42.5 تصل الأرض إلى النقطة K . 

ولأن توقع أن يكون الشكل متماثل فاستطاع تحديد النقطة G والنقطة F . 

وافترض في الجدول أن موقع الأرض في يوم 7 أغسطس سيكون في النقطة H.
وقد وجد رومر أنه يساوي 1000 ثانية . ولكن nvt هي المسافة الكلية التي ابتعدت بها الأرض عن المشتري في أثناء n خسوف . وبذلك فهي تساوى نصف الطريق الذي تدور به الأرض في مدارها ( ويساوي 186 مليون ميل ) . فالمدة nvt/c هي 186000000/c وهي تساوي 1000 ثانية . واستنتج بذلك أن سرعة الضوء c هي 186000 ميل في الثانية . وهو رقم قريب جدا من القياس الدقيق الحالي 300.000 كيلومتر في الثانية.
واستنتج بذلك أن سرعة الضوء c هي 140000 ميل في الثانية. وهو رقم قريب نسبيا من القياس الدقيق الحالي 186000 ميل في الثانية -أنظر كتاب تاريخ أكثر إيجازاً للزمن للمؤلفين ستيفن هوكينج وليونارد ملودينو-}}
قالب:تم التعديل لما بين الأقواس بواسطة وديع جرجس 
ولكن هذا الاكتشاف لم يلق الاهتمام الكافي به لأن قياس سرعة الضوء كان يعد فضولا علميا أكثر منه تحديدا لقيمة أساسية هامة . ولكنه بالرغم من ذلك فقد سانده كل من هويغنز ونيوتن وإدموند هالي ، بل إن مهارات رومر الفلكية لم تكن خافية على معظم العلماء، ولفتت أنظارهم على الرغم من لا مبالاتهم باكتشافاته .
يمكن اعتبار أن اكتشاف رومر هو الذي نبه إلى وجود رابطه بين التواتر المشاهد لظاهرة دورية وبين حركة الراصد بالنسبة إليها، أي تلك الرابطة التي أصبحت تعرف بعد ما يقرب من 200 عام باسم ظاهرة دوبلر نتيجة لتطبيقها على الضوء من قبل النمساوي كريستيان دوبلر . كما أن قياس رومر لسرعة الضوء كان أساسيا لاكتشاف جيمس برادلي لظاهرة الزيغ الضوئي فهي أيضا ظاهرة ترتبط بحركة المراقب بالنسبة إلى مصدر الضوء .

## الإختراعات

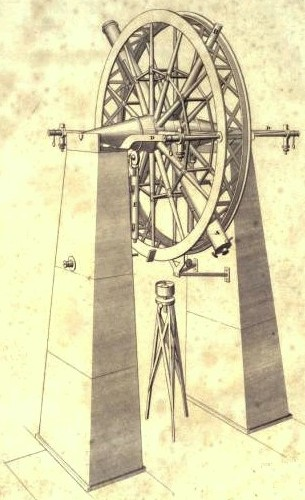
دائرة زوال صنعت في عام 1806 معتمده على أفكار أوول رومر

لم يكتفي رومر بكونه أول من صنع مصابيح إنارة للشوارع في مدينة كوبنهاغن، بل اخترع أيضا دائرة الزوال وهي أداه تستخدم لتعيين وقت مرور النجوم عبر منطقة معينه، تلسكوبات بدائية، وأدوات فلكية كثيره أخرى.
وقام رومر بتطوير أول مقياس لدرجه الحرارة بينما كان يتعافى من كسر في رجله ، وعند زيارة الفيزيائي الألماني دانيال غابرييل فهرنهايت له في عام 1708 قم بتطوير هذا المقياس ليظهر إلى العالم مقياس فهرنهايت بالشكل الحالي.

## وسام أوول رومر
ونظراً لاكتشاف أوول رومر الثوري قام المجلس الدنماركي للعلوم الطبيعية بتسيمه وسام باسمه وإعطائه كل عام للبحوث المتميزة.

## متحف أوول رومر

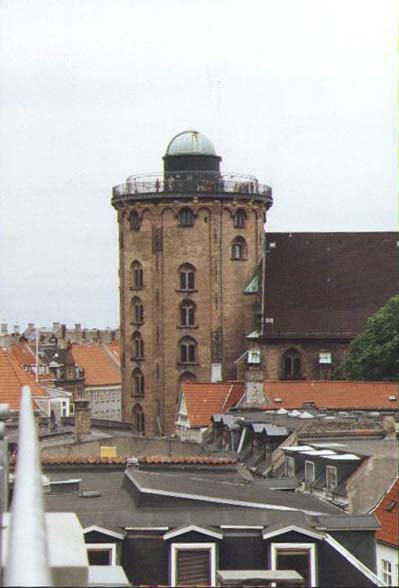
برج المبني المستدير في كوبنهاجغ،الدنمارك، حيث كانت الجامعة تقوم بعمليات الرصد من منتصف القرن 17، وحتى منتصف القرن التاسع عشر.

يقع متحف أوول رومر في بلدية هوج تستراب بإقليم هوفدستادن في جزيرة زيلاند، الدنمارك. حيث كان رومر يقوم بأعمال رصده، وافتتح هذا المرصد عام 1704 وظل في الخدمة حتى عام 1716 حيث تم نقل الأدوات إلى المبنى المستدير في كوبنهاغن. ويوجد في المتحف العديد من الأدوات والأجهزة القديمة التي كانت تستخدم في رصد الأقمار.
فتح المتحف عام 1979 ومنذ عام 2002 أصبح جزءا من متحف كروبيدال والذي يبعد 20 كيلومتر (12 ميل) من كوبنهاغن ويعتبر المتحف الوطني للفلك في الدنمارك.

## تكريمه
تم تكريم أوول رومر في الدانمارك مرات كثيرة بطرق مختلفة في حياته، فوضعت صورته على النقود الورقية ، وسميت منطقة باسمه ، وشوارع في مدينة آرهوس ، وشوارع في مدينة كوبنهاغن. وبنت جامعة آرهوس مرصد باسمه بني عام 1911.

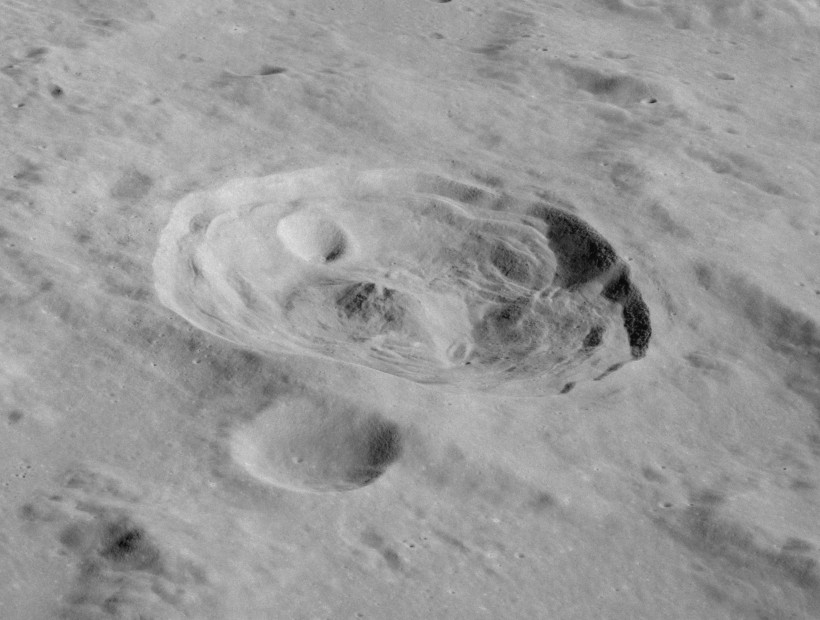
صورة لفوهة رومر على القمر اخذت أثناء رحلة أبولو 17.

وفي عام 1681، عينه ملك الدانمارك كريستيان الخامس في منصب الفلكي الملكي وأستاذاً للفلك في جامعة كوبنهاغن. كما أنه عمل في الخدمات العامة فأصببح رئيس بلدية كوبنهاغن في عام 1705 . وقام بمساهمات كبيرة في إصلاح نظام المكاييل والموازيين الدانماركية . كما أطلق اسمه على إحدى فوهات القمر.

## وصلات خارجية
- أوول رومر على موقع الموسوعة البريطانية (الإنجليزية)